# Paracharopa fuscosa
Paracharopa fuscosa är en snäckart som först beskrevs av Suter 1894.  Paracharopa fuscosa ingår i släktet Paracharopa och familjen Charopidae. Inga underarter finns listade i Catalogue of Life.